# Each One Teach One
Albums de Groundation
Young Tree
(1999) Hebron Gate
(2002)
Each One Teach One, sorti en 2001, est le deuxième album du groupe de reggae californien Groundation.

## Liste des titres
| 1.    | Weak Heart                | 5:20 |
| 2.    | We Na Forget Rome         | 4:55 |
| 3.    | Wanna Know                | 5:55 |
| 4.    | Throwing Stones           | 6:46 |
| 5.    | One More Day (Live It Up) | 5:58 |
| 6.    | Head Strong               | 5:25 |
| 7.    | If I                      | 5:06 |
| 8.    | Waterfall                 | 5:43 |
| 9.    | Nyabinghi Order           | 7:38 |
| 10.   | Jah Spirit                | 6:39 |
| 11.   | Each One Teach One        | 5:40 |
| 65:20 |                           |      |